# Gouinia virgata
Gouinia virgata är en gräsart som först beskrevs av Jan Svatopluk Presl, och fick sitt nu gällande namn av Frank Lamson Scribner. Gouinia virgata ingår i släktet Gouinia och familjen gräs. Inga underarter finns listade i Catalogue of Life.